# Poliksy
Poliksy [pronunciación en polaco: /pɔˈliksɨ/] (en alemán: Polixen) es un pueblo ubicado en el distrito administrativo de Gmina Dzierzgoń, dentro del condado de Sztum, voivodato de Pomerania, en Polonia del norte. Se encuentra aproximadamente a 6 kilómetros al oeste de Dzierzgoń, a 16 kilómetros al este de Sztum, y a 64 kilómetros al sureste de la capital regional Gdansk.
Antes de 1772, el área fue parte del Reino de Polonia, luego hasta 1945 fue parte de Prusia y Alemania. Para la historia de la región, véase Historia de Pomerania.
El pueblo tiene una población de 120 habitantes.